# 伊予鉄道600系電車

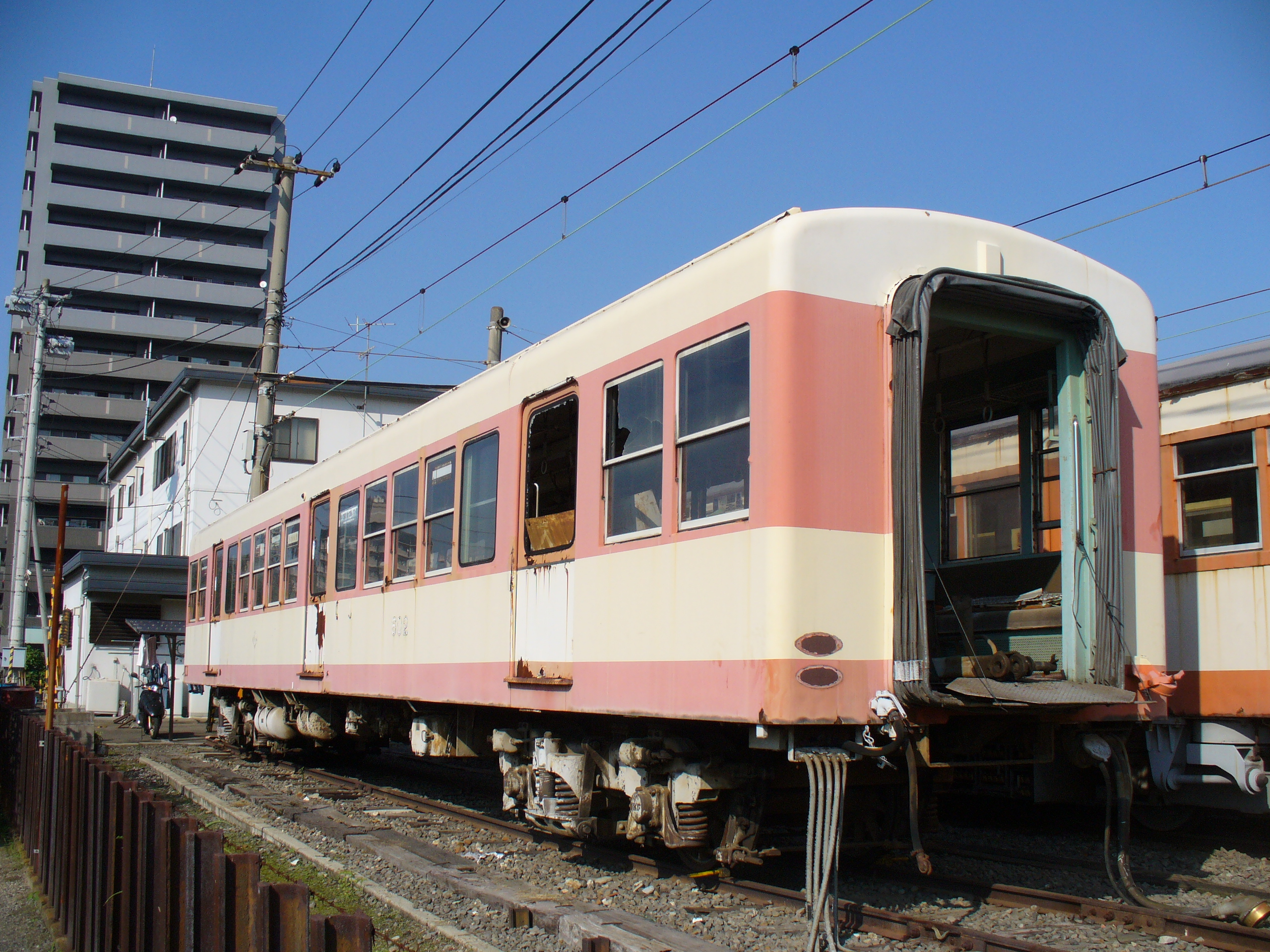
モハ602 窓のない妻面に広幅貫通路を備える。連結器左側に元空気溜管とブレーキ管を通し、左右に制御線や補機への電力供給用母線、それにサービス系統など多数のジャンパ線を機能別に分散してペアとなるモハ601へ渡しており、典型的なMM'ユニット構成車であることが見て取れる。

伊予鉄道600系電車（いよてつどう600けいでんしゃ）は、1958年に製造されかつて伊予鉄道に在籍していた鉄道線用電車である。
日本国有鉄道や大手私鉄でもカルダン駆動の新性能車がようやく量産化されようとしていた時期に、四国地区で初めての鉄道線向け新性能電車として登場し、注目を浴びた形式である。

## 概要
鉄道線の輸送需要が堅調に上向きで推移していた1958年に、高浜線の開業70周年を記念し、同線専用車として以下の2両がナニワ工機で製造された。
- モハ600形601
  - 松山市向き制御電動車(Mc)。主制御器、パンタグラフを搭載。
- モハ600形602
  - 高浜向き制御電動車(M'c)。電動発電機、空気圧縮機を搭載。

その後、輸送力増強の一環として1979年に路線の地下化に伴う車両交換で余剰となった長野電鉄モハ1100形1102を譲受、本系列の続番として中間車へ改造された602の高浜寄りに増結した。
- モハ600形603
  - 高浜向き制御電動車(Mc)。主制御器、パンタグラフ、電動発電機、空気圧縮機を搭載。

## モハ601・602
直流600/750V電化の低電圧線区向けで1台の主制御器により4基の電動機を制御する1C4M方式を採用する。ただし、直流1,500V電化の大手私鉄向け高性能電車の技術トレンドを反映して車両重量の均一化に有利なMM'方式と高定格回転数の軽量電動機、そしてWNドライブを採用、実質的にはMT比1:1ながら各車両の自重の平均化が可能な全電動車方式としている。
これと車体の軽量化により、本形式は車体が19m級となったにもかかわらず、吊り掛け駆動の在来車が16m級車体で31t前後であったのに対しモハ601で31t、モハ602で30t、と自重を同水準に納めることに成功している。

### 車体
全金属製で窓の上下に補強帯が露出しないノーシル・ノーヘッダーの平滑な準張殻構造19m級軽量車体を備える。
屋根は雨樋の位置を高くした張り上げ屋根構造としており、丸みを帯びた外観となっている。
窓配置はd1D(1)4D(1)3(1)D2（d：乗務員扉、D：客用扉、(1)：戸袋窓、数字：窓数）で、側窓はHゴム支持の1枚窓を用いる戸袋窓を除き、メーカーであるナニワ工機の主力商品であったナニワ式ユニットサッシによる下段上昇式の2段窓を採用する。
運転台側妻面は平妻で、中央に大きなHゴム支持の1枚固定窓を置き、その左右に側窓と同様、下段上昇式の狭幅2段窓を置く独特のレイアウトの非貫通3枚窓構成としているのに対し、連結面側妻面は、中央に広幅貫通路が開口している以外は妻窓のない、シンプルな切妻構造としている。
客用扉は引戸で、竣工時点の高浜線各駅のホーム高さが低かったことから、乗降の便を図るべくステップを設置しており、車体裾部も客用扉部が一段下がった形状となっている。
座席はすべてロングシートである。
竣工時の塗装は当時の標準色であった茶色一色で、その後クリームに青の細帯を経て、クリームとオレンジのツートンカラーに変更されている。

### 主要機器

#### 主電動機
三菱電機MB-3032-Cを各車両に2基ずつ搭載する。
駆動方式は前述の通りWNドライブ、歯数比は97:16(6.06)である。
このMB-3032系電動機は1956年の長野電鉄2000系向けMB-3032-Aを改良したもので、小田急デハ2220形をはじめこの時期の1,067mm軌間私鉄向けWNドライブ車に採用例の多い機種である。

#### 主制御器
主制御器は単位スイッチ式間接自動制御器である三菱電機ABF-104-6EDをモハ601に搭載する。

#### 台車
台車はウィングばね式軸ばねとペデスタルを組み合わせた軸箱支持機構を備える、日本車輌製造ND-104を装着する。この台車は型番(ND)が示す通り、日本車輌製造の名古屋本店が設計製作を担当しており、国鉄DT21形台車を基本とするこの時期の私鉄向け高性能電車用台車の典型例の一つである。

#### ブレーキ
A動作弁と中継弁を組み合わせた、台車シリンダー方式の自動空気ブレーキ装置に、制御器による発電ブレーキとの連動機能を付加した、三菱電機AMAR-D(ARD)ブレーキを搭載する。
この方式は在来車との操作互換性を維持しつつ発電ブレーキの有効利用を図るものであり、HSC-D電磁直通ブレーキの普及前の一時期、日本の私鉄向け高性能車で多数採用されたシステムである。

## モハ603
元来は信濃鉄道が製造した木造車に由来する機器を搭載した、旧式の吊り掛け駆動車であったが、WNドライブ車であるモハ600形の編成へ増結することから、これらに準じた性能を1M方式の電動車として与えることと、既存のモハ303・304との機器互換性を確保することを念頭に置いて電装品と台車を新造、面目を一新している。

### 車体
車体裾部にも丸みの付いた全金属製準張殻構造19m級軽量車体である。ただし、元々762mm軌間の軽便鉄道由来でやや幅の狭い車両限界であったことから最大幅が2,700mmに抑えられていたモハ601・602とは異なり、長野電鉄線が地方鉄道建設規程準拠で建設されていたことから最大幅が2,744mmと44mm大きく設計されている。
種車は同系のモハ1101・クハ1151編成の中間に連結されるべく設計されたため運転台側妻面にも貫通路を備えていたが、これはモハ602の中間車への改造で発生した部品を流用して、モハ601に準じた構造の非貫通3枚窓構成に改められている。
窓配置はd3D3 3D3で、客用扉は両開式で戸袋窓を持たず、側窓は全て3枚単位で連窓構造とした下段上昇式2段窓によるユニットサッシとなっている。
座席はロングシートである。
塗装はクリームとオレンジの標準色で終始している。

### 主電動機
三菱電機MB-3054-D2を各台車に2基ずつ4基搭載する。駆動方式はWNドライブ、歯数比は98:15(6.53)である。
この電動機は1977年のモハ303・304の改造時に採用されたものと同一形式である。なお、MB-3054系は営団3000系や神戸電気鉄道デ1000形などで長く採用されてきたものでMB-3032の後継機種に相当し、1970年代後半の時点で入手が容易な75kW級WNドライブ対応電動機という観点では、事実上唯一の選択肢であった。

### 主制御器
モハ303・304と共通の多段電動カム軸式制御器である三菱電機ABFM-104-75MDAを搭載する。
ただし、主幹制御器は電気指令式ブレーキを採用したこともあって2ハンドルデスク式としたモハ303・304とは異なり、従来通りの自動空気ブレーキを採用することもあって、モハ602から流用の通常型としている。

#### 台車
新設計のダイレクトマウント式軸ばね台車である住友金属工業FS504を装着する。
この台車はやはりモハ303・304用として設計された住友金属工業FS397の姉妹形式にあたり、心皿以下は完全に共通設計であるが、連結相手であるモハ601・602が金属ばね台車であったためか枕ばねがダイアフラム形空気ばねではなく、複列配置のコイルばねとオイルダンパを組み合わせたものとされており、このため下揺れ枕より上はボルスタアンカー部を含め別設計となっている。

#### ブレーキ
連結相手のモハ601・602に合せて電空併用のAMAR-D(ARD)ブレーキを搭載する。

#### 空気圧縮機　電動発電機
モハ303・304ではC-1000型電動空気圧縮機を搭載しているが、連結相手のモハ601・602に合せてDH-25電動空気圧縮機を搭載している。電動発電機は東洋電機製造製TDK366-A（定格出力5.5kVA）を搭載している。

## 運用
竣工以来、長らく高浜線専用車として運用された。その間、1970年代に高浜線ホームの高さ引き上げで車体のステップが撤去され、側板も裾部が切り上げられて一直線となっている。
もっとも、1960年代後半以降3両編成化が進むと、2両固定編成で電気的な互換性の問題から他形式の増結による3両編成化が困難で、しかも主電動機出力の不足から編成中間にサハを挿入することもできない本形式は次第に持てあまし気味となり、経年の浅い高性能車でありながら、予備的な扱いに甘んじる状況が続いた。
そこで1979年に長野電鉄からの譲渡車であるモハ603を増結、モハ602の運転台を撤去し窓配置を2D(1)4D(1)3(1)D2として完全な中間車へ改造の上で3両編成化する工事が実施された。
これにより本形式は高浜線だけでなく輸送需要の大きな横河原線で運行可能となり、再び郊外鉄道線の主力車となった。
その後、800系をはじめとする冷房車の大量投入によって次第に運用の場を狭められた。600系も800系同様の冷房改造の計画があったが、末期は電気品が不調で運用から外れがちとなり、1995年初頭の610系竣工と入れ替わりになる形で、1995年1月15日にサヨナラ運転を行った後、同年1月17日付で全車除籍された。
その後、モハ603は直ちに解体されたが、残る2両は保存車とする計画があったことから長い間解体されず、古町車庫構内で倉庫として利用されていた。
だが、2008年8月末から解体に向けた作業が始まり、同年10月2日にモハ601が車庫外に搬出され、同年10月31日に松山市で行われた平成20年度中四国ブロック緊急消防援助隊合同訓練の松山大可賀訓練会場で列車脱線事故の模擬訓練車両として使用された後、解体された。
続いて最後に残されたモハ602も、同年11月18日から20日にかけて解体処分されている。このため、全車とも現存しない。